# Élections législatives de 2007 dans l'Yonne
Les élections législatives françaises de 2007 se déroulent les 10 et 17 juin 2007. Dans le département de l'Yonne, trois députés sont à élire dans le cadre de trois circonscriptions.

## Élus
| Circonscription | Député sortant      | Parti        | Parti        | Député élu ou réélu | Parti | Parti |
| --------------- | ------------------- | ------------ | ------------ | ------------------- | ----- | ----- |
| 1re             | Jean-Pierre Soisson |              | UMP          | Jean-Pierre Soisson |       | UMP   |
| 2e              | Jean-Marie Rolland  |              | UMP          | Jean-Marie Rolland  |       | UMP   |
| 3e              | Siège vacant        | Siège vacant | Siège vacant | Marie-Louise Fort   |       | UMP   |

## Résultats

### Résultats à l'échelle du département
| Parti                                     | Parti                               | Premier tour | Premier tour | Second tour | Second tour | Sièges |
| Parti                                     | Parti                               | Voix         | %            | Voix        | %           | Sièges |
| ----------------------------------------- | ----------------------------------- | ------------ | ------------ | ----------- | ----------- | ------ |
|                                           | Union pour un mouvement populaire   | 57 791       | 40,39        | 75 337      | 53,76       | 3      |
|                                           | Divers droite (Maj. prés.)          | 7 883        | 5,51         |             |             | 0      |
|                                           | Mouvement pour la France            | 2 086        | 1,46         | 0           |             |        |
|                                           | Majorité présidentielle             | 67 760       | 47,35        | 75 337      | 53,76       | 3      |
|                                           |                                     |              |              |             |             |        |
|                                           | Parti socialiste                    | 22 634       | 15,82        | 40 509      | 28,91       | 0      |
|                                           | Parti radical de gauche             | 11 396       | 7,96         | 24 290      | 17,33       | 0      |
|                                           | Les Verts                           | 4 614        | 3,22         |             |             | 0      |
|                                           | Parti communiste français           | 3 095        | 2,16         | 0           |             |        |
|                                           | Divers gauche                       | 613          | 0,43         | 0           |             |        |
|                                           | Gauche parlementaire                | 42 352       | 29,60        | 64 799      | 46,24       | 0      |
|                                           |                                     |              |              |             |             |        |
|                                           | UDF–Mouvement démocrate             | 13 280       | 9,28         |             |             | 0      |
|                                           | Front national                      | 9 268        | 6,48         | 0           |             |        |
|                                           | Extrême gauche dont LCR, LO et PT   | 6 808        | 4,76         | 0           |             |        |
|                                           | Chasse, pêche, nature et traditions | 2 393        | 1,67         | 0           |             |        |
|                                           | Divers                              | 1 234        | 0,84         | 0           |             |        |
|                                           |                                     |              |              |             |             |        |
| Inscrits                                  | Inscrits                            | 246 233      | 100,00       | 246 229     | 100,00      | 3      |
| Abstentions                               | Abstentions                         | 99 666       | 40,48        | 100 173     | 40,68       |        |
| Votants                                   | Votants                             | 146 567      | 59,52        | 146 056     | 59,32       |        |
| Blancs et nuls                            | Blancs et nuls                      | 3 472        | 2,37         | 5 920       | 4,05        |        |
| Exprimés                                  | Exprimés                            | 143 095      | 97,63        | 140 136     | 95,95       |        |
| Source : Ministère de l'Intérieur - Yonne |                                     |              |              |             |             |        |

### Résultats par circonscription

#### Première circonscription (Auxerre)
| Candidat                          | Candidat                          | Parti                | Premier tour | Premier tour | Second tour | Second tour |  |
| Candidat                          | Candidat                          | Parti                | Voix         | %            | Voix        | %           |  |
| --------------------------------- | --------------------------------- | -------------------- | ------------ | ------------ | ----------- | ----------- |  |
|                                   | Jean-Pierre Soisson sortant réélu | UMP                  | 18 430       | 39,45        | 24 675      | 54,53       |  |
|                                   | Mireille Le Corre                 | PS                   | 10 256       | 21,95        | 20 577      | 45,47       |  |
|                                   | Pascal Henriat                    | UDF–MoDem            | 5 108        | 10,93        |             |             |  |
|                                   | Jean-Philippe Saulnier-Arrighi    | Divers droite        | 3 659        | 7,83         |             |             |  |
|                                   | Richard Jacob                     | FN                   | 2 649        | 5,67         |             |             |  |
|                                   | Chantal Dhoukar                   | Les Verts            | 1 607        | 3,44         |             |             |  |
|                                   | Brigitte Picq-Debelle             | PCF                  | 1 526        | 3,27         |             |             |  |
|                                   | Michel Hournon                    | Extrême gauche (LCR) | 1 226        | 2,62         |             |             |  |
|                                   | Marie-Jeanne Bontemps             | MPF                  | 709          | 1,52         |             |             |  |
|                                   | Anique Carel-Robillard            | CPNT                 | 626          | 1,34         |             |             |  |
|                                   | Christine Pelletier               | Extrême gauche (LO)  | 466          | 1,00         |             |             |  |
|                                   | Pascale Voillot                   | Sans étiquette       | 459          | 0,98         |             |             |  |
|                                   |                                   |                      |              |              |             |             |  |
| Inscrits                          | Inscrits                          | Inscrits             | 79 124       | 100,00       | 79 127      | 100,00      |  |
| Abstentions                       | Abstentions                       | Abstentions          | 31 556       | 39,88        | 31 863      | 40,27       |  |
| Votants                           | Votants                           | Votants              | 47 568       | 60,12        | 47 264      | 59,73       |  |
| Blancs et nuls                    | Blancs et nuls                    | Blancs et nuls       | 847          | 1,78         | 2 012       | 4,26        |  |
| Exprimés                          | Exprimés                          | Exprimés             | 46 721       | 98,22        | 45 252      | 95,74       |  |
| Source : Ministère de l'Intérieur |                                   |                      |              |              |             |             |  |

#### Deuxième circonscription (Avallon)
| Candidat       | Candidat                         | Parti          | Premier tour | Premier tour | Second tour | Second tour |  |
| Candidat       | Candidat                         | Parti          | Voix         | %            | Voix        | %           |  |
| -------------- | -------------------------------- | -------------- | ------------ | ------------ | ----------- | ----------- |  |
|                | Jean-Marie Rolland sortant réélu | UMP            | 19 365       | 44,99        | 23 234      | 53,82       |  |
|                | Jean-Yves Caullet                | PS             | 12 378       | 28,76        | 19 932      | 46,18       |  |
|                | Marie-Solange Mansard            | FN             | 2 647        | 6,15         |             |             |  |
|                | Juliette Benedetti               | UDF–MoDem      | 2 577        | 5,99         |             |             |  |
|                | Jacqueline Desanti               | PCF            | 1 569        | 3,65         |             |             |  |
|                | Bernard Pesquet                  | Les Verts      | 1 483        | 3,45         |             |             |  |
|                | Françoise Petas                  | CPNT           | 886          | 2,06         |             |             |  |
|                | Christian Moreau                 | PT             | 703          | 1,59         |             |             |  |
|                | Armand Gaudiau                   | LO             | 684          | 1,59         |             |             |  |
|                | Judith Hynek                     | Divers         | 414          | 0,96         |             |             |  |
|                | Jacques Kotoujansky              | MPF            | 335          | 0,78         |             |             |  |
|                |                                  |                |              |              |             |             |  |
| Inscrits       | Inscrits                         | Inscrits       | 73 863       | 100,00       | 73 861      | 100,00      |  |
| Abstentions    | Abstentions                      | Abstentions    | 29 764       | 40,3         | 29 256      | 39,61       |  |
| Votants        | Votants                          | Votants        | 44 099       | 59,7         | 44 605      | 60,39       |  |
| Blancs et nuls | Blancs et nuls                   | Blancs et nuls | 1 058        | 2,4          | 1 439       | 3,23        |  |
| Exprimés       | Exprimés                         | Exprimés       | 43 041       | 97,6         | 43 166      | 96,77       |  |

#### Troisième circonscription (Sens)
| Candidat       | Candidat               | Parti          | Premier tour | Premier tour | Second tour | Second tour |  |
| Candidat       | Candidat               | Parti          | Voix         | %            | Voix        | %           |  |
| -------------- | ---------------------- | -------------- | ------------ | ------------ | ----------- | ----------- |  |
|                | Marie-Louise Fort élue | UMP            | 19 996       | 37,49        | 27 428      | 53,03       |  |
|                | Daniel Paris           | PRG (PS)       | 11 396       | 21,37        | 24 290      | 46,97       |  |
|                | Alexandre Bouchier     | UDF–MoDem      | 5 595        | 7,92         |             |             |  |
|                | Guy Languillat         | diss. UMP      | 4 224        | 7,92         |             |             |  |
|                | Édouard Ferrand        | FN             | 3 972        | 7,45         |             |             |  |
|                | Alain Ladrange         | SÉGA           | 1 646        | 3,09         |             |             |  |
|                | Jean-Luc Girault       | Les Verts      | 1 524        | 2,86         |             |             |  |
|                | Daniel Vey             | LCR            | 1 403        | 2,63         |             |             |  |
|                | François Lagardette    | MPF            | 1 042        | 1,95         |             |             |  |
|                | Serge Courtin          | CPNT           | 881          | 1,65         |             |             |  |
|                | Christophe Ben Ali     | MRC            | 613          | 1,15         |             |             |  |
|                | Jocelyne Puget         | LO             | 452          | 0,85         |             |             |  |
|                | Claude Fèvre           | Divers         | 361          | 0,68         |             |             |  |
|                | Annie Scaniglia-Kermin | PT             | 228          | 0,43         |             |             |  |
|                |                        |                |              |              |             |             |  |
| Inscrits       | Inscrits               | Inscrits       | 93 246       | 100,00       | 93 241      | 100,00      |  |
| Abstentions    | Abstentions            | Abstentions    | 38 346       | 41,12        | 39 054      | 41,89       |  |
| Votants        | Votants                | Votants        | 54 900       | 58,88        | 54 187      | 58,11       |  |
| Blancs et nuls | Blancs et nuls         | Blancs et nuls | 1 567        | 2,85         | 2 469       | 4,56        |  |
| Exprimés       | Exprimés               | Exprimés       | 53 333       | 97,15        | 51 718      | 95,44       |  |